# Тереза и Изабель
«Тереза и Изабель» (англ. Therese and Isabelle) — американский фильм 1968 года режиссёра Рэдли Метцгера (Radley Metzger) по мотивам одноимённого произведения французской писательницы Виолетт Ледюк.

## Сюжет
В опустевшую школу приходит посетительница — взрослая женщина. Блуждая по аллеям и коридорам, она вспоминает дни своей юности, проведенные здесь. Её зовут Тереза (Эсси Перссон), и много лет назад родители отдали её сюда учиться. В школе Тереза познакомилась с Изабель (Анна Гёль), и они быстро стали подругами. Сексуальный опыт с мужчиной не принёс Терезе удовлетворения. Кратковременная разлука с Изабель дает понять, как сильно привязана она к подруге. Девушки больше не в силах противиться своим чувствам и вступают в интимную связь. Они клянутся друг другу в вечной любви. Но родители Изабель забирают её из школы, и Тереза больше никогда не увидит подругу.

## Актёрский состав
| В ролях       |  | Персонаж            |
| ------------- |  | ------------------- |
| Эсси Перссон  |  | Тереза              |
| Анна Гёль     |  | Изабель             |
| Барбара Лааге |  | мать Терезы         |
| Анн Вернон    |  | мадемуазель ле Блан |
| Симона Пари   |  | Мадам, глава школы  |